# Eleições gerais na Suécia em 2006
As eleições gerais suecas de 2006 realizaram-se a 17 de setembro de 2006, e serviram para eleger os 349 deputados para o Riksdag. 
A Aliança, coligação do centro-direita sueco (Partido Moderado, Partido do Centro, Partido Popular Liberal e Democratas Cristãos) conseguiram conquistar a maioria absoluta e assim acabar com 12 anos de governação do Partido Social Democrata. O Partido Moderado, liderado por Fredrik Reinfeldt, conseguiu um resultado histórico, reflexo de uma campanha centrista e preocupada em conquistar o tradicional votante de centro-esquerda.
O Partido Social Democrata obtinha o seu pior resultado eleitoral desde 1944 ao ficar-se pelos 35% dos votos. Os outros partidos de esquerda, Partido da Esquerda e o Partido Verde, pouco beneficiaram com a queda de votos dos social-democratas.
Após as eleições, Fredrik Reinfeldt tornava-se primeiro-ministro da Suécia, liderando o primeiro governo de centro-direito no país desde 1994.

## Partidos Concorrentes
Os principais partidos e blocos que concorreram nestas eleições foram:
| Partido/Bloco        | Partido/Bloco           | Partido/Bloco                     | Líder                   | Ideologia               | Espectro        |
| -------------------- | ----------------------- | --------------------------------- | ----------------------- | ----------------------- | --------------- |
|                      |                         | Partido Social Democrata          | Göran Persson           | Social-democracia       | Centro-esquerda |
|                      | Partido da Esquerda     | Lars Ohly                         | Socialismo              | Esquerda                |                 |
|                      | Partido Verde           | Peter Eriksson Maria Wetterstrand | Ecologismo              | Centro-esquerda         |                 |
| Bloco Vermelho-Verde | Bloco Vermelho-Verde    | Göran Persson                     | Social-democracia       | Centro-esquerda         |                 |
|                      |                         | Partido Moderado                  | Fredrik Reinfeldt       | Conservadorismo liberal | Centro-direita  |
|                      | Partido Popular Liberal | Lars Leijonborg                   | Liberalismo             | Centro/Centro-direita   |                 |
|                      | Democratas Cristãos     | Göran Hägglund                    | Democracia cristã       | Centro-direita          |                 |
|                      | Partido do Centro       | Maud Olofsson                     | Liberalismo             | Centro/Centro-direita   |                 |
| Aliança              | Aliança                 | Fredrik Reinfeldt                 | Conservadorismo liberal | Centro-direita          |                 |

## Resultados Oficiais
| Partido                 | Partido                     | Votos     | %               | +/-   | Deputados | +/-     |
| ----------------------- | --------------------------- | --------- | --------------- | ----- | --------- | ------- |
|                         | Partido Social Democrata    | 1 942 625 | 34,99 / 100,00  | 4,86  | 130 / 349 | 14      |
|                         | Partido Moderado            | 1 456 014 | 26,23 / 100,00  | 10,97 | 97 / 349  | 42      |
|                         | Partido do Centro           | 437 389   | 7,88 / 100,00   | 1,69  | 29 / 349  | 7       |
|                         | Partido Popular Liberal     | 418 395   | 7,54 / 100,00   | 5,85  | 28 / 349  | 20      |
|                         | Democratas Cristãos         | 365 998   | 6,59 / 100,00   | 2,56  | 24 / 349  | 9       |
|                         | Partido da Esquerda         | 324 722   | 5,85 / 100,00   | 2,54  | 22 / 349  | 8       |
|                         | Partido Verde               | 291 121   | 5,24 / 100,00   | 0,59  | 19 / 349  | 2       |
|                         | Democratas Suecos           | 162 463   | 2,93 / 100,00   | 1,49  | 0 / 349   | Estável |
|                         | Outros (Com menos de 1,00%) | 152 551   | 2,74 / 100,00   |       | 0 / 349   |         |
| Votos Inválidos         | Votos Inválidos             | 99 138    | 1,76 / 100,00   | 0,23  |           |         |
| Total                   | Total                       | 5 650 416 | 100,00 / 100,00 |       | 349 / 349 |         |
| Eleitorado/Participação | Eleitorado/Participação     | 6 892 009 | 81,99 / 100,00  | 1,88  |           |         |
| Fonte                   | Fonte                       | [ 3 ]     | [ 3 ]           | [ 3 ] | [ 3 ]     | [ 3 ]   |

| Bloco | Bloco                | Votos     | %              | +/-  | Deputados | +/- |
| ----- | -------------------- | --------- | -------------- | ---- | --------- | --- |
|       | Aliança              | 2 677 796 | 48,24 / 100,00 | 4,25 | 178 / 349 | 20  |
|       | Bloco Vermelho-Verde | 2 558 468 | 46,08 / 100,00 | 6,81 | 171 / 349 | 20  |